# فرودگاه منطقه‌ای کالپپر
فرودگاه منطقه‌ای کالپپر (به انگلیسی: Culpeper Regional Airport) یک فرودگاه همگانی بهره‌برداری هوایی است که یک باند فرود آسفالت دارد و طول باند آن ۱۵۲۴ متر است. این فرودگاه در شهر کالپپر، ویرجینیا کشور ایالات متحده آمریکا قرار دارد و در ارتفاع ۹۶ متری از سطح دریا واقع شده‌است.